# HMS Stratagem (P234)
Le HMS Stratagem (P234) est un sous-marin britannique qui participa à la guerre du Pacifique et est coulé par les Japonais le 22 novembre 1944 dans le détroit de Malacca.

## Caractéristiques
Le HMS Stratagem (P234) (His Majesty Submarine Stratagem) était un sous-marin de classe S (sea lion = otarie) de la Royal Navy de troisième génération. Il fut construit aux ateliers Cammell Laird and Co Limited, de Birkenhead. Ce fut très probablement le seul navire à jamais porter le nom de Stratagem qui signifie stratagème en français.
Long de 66 mètres, large de 7,16 m et haut de 3,40 m, il était équipé de moteurs Diesel qui lui permettaient une vitesse de 27,32 km/h en surface et à 15 km/h en immersion. Son armement se composait de 7 tubes lance-torpilles (6 à l'avant et 1 à l'arrière), 1 canon de pont de 76 mm, 1 canon anti aérien de 20 mm et 3 mitrailleuses de 7,7 mm.
Le HMS Stratagem comptait un équipage de 48 hommes, officiers et matelots.

## Une courte carrière
Après que l'Amirauté eut défini sa stratégie dans la guerre du Pacifique et de l'océan Indien, la Royal Navy s'est vue dotée de sous-marins de ce type. Sa construction fut décrétée le 15 avril 1942 ; il fut lancé le 21 juin 1943 et armé le 9 octobre 1943. Il a servi dans le Pacifique la plupart de sa courte carrière, où il coula le pétrolier japonais Nichinan Maru et attaqua vainement le sous-marin allemand U-181.
Le 7 août 1944, le HMS Stratagem attaqua dans le détroit de Malacca le sous-marin allemand U-181 avec des torpilles, mais sans succès.
Le 10 novembre 1944, il vint faire escale au port de Trinquemalay, sur l'île de Ceylan, qu'il quitta le jour même pour patrouiller dans le détroit de Malacca où on savait que les Japonais chargeaient des navires de minerai de bauxite. Le 18 novembre, il chercha à repérer le quai de chargement de bauxite, en vain, mais fut probablement repéré à son tour (de nombreuses jonques croisaient dans les parages).
Dans la nuit du 18 au 19, il se positionna à environ 30 km du port. Le 19 novembre, vers 15 heures, il aperçut cinq colonnes de fumée correspondant à un convoi japonais, escorté de trois petits destroyers. Vers 15 h 30, il ouvrit le feu et atteignit le pétrolier japonais Nichinan Maru. Pris en chasse par des destroyers, il put plonger en profondeur et virer à 180°. À l'aide du périscope, il put achever le pétrolier immobilisé, et le couper en deux. Le HMS Stratagem put ensuite quitter la zone sans encombre.
Le 21 novembre, le sous-marin s'abrita à proximité du port de Malacca.

## La fin
Elle survint dans un épisode moins connu de la guerre du Pacifique, alors que les combats faisaient rage dans les Philippines, sur l'île de Leyte, entre la 24e division américaine et les troupes japonaises, et que le porte-avions japonais Jinyo venait d'être coulé par un sous-marin américain.
Le 22 novembre, il se trouvait à trois milles au sud-ouest de Malacca. La matinée fut calme et le matelot Gibbs, de garde, n'avait rien à signaler. Le HMS Stratagem était en immersion périscopique et épiait les patrouilles d'un avion et d'un destroyer japonais. Il fut par la suite établi qu'un avion de reconnaissance de la marine impériale japonaise avait repéré et signalé le HMS Stratagem au CH-35. À 12 h 10, l'ordre de plongée fut donné. Pendant quatre minutes, l'équipage scruta en silence les échos du destroyer qui se rapprochait. Presque aussitôt, une grenade anti-sous-marine explosa très près du sous-marin, faisant plonger la proue, le plongeant dans l'obscurité. Cinq secondes plus tard, une seconde explosion fit que les premiers compartiments commencèrent à être noyés.
Les tentatives de fermer les sas furent un échec et l'équipage fut obligé d'abandonner le navire.

## L'équipage
48 personnels composaient l'équipage du sous-marin HMS Stratagem sous les ordres du
- Lieutenant Clifford Raymond Pelly, commandant du navire, mort le 22 novembre 1944.

7 membres de l'équipage ont survécu à l'attaque, ont été capturés, séparés et envoyés dans des camps de prisonniers japonais à Singapour. 
Seuls 2 ont survécu et furent libérés en septembre 1945 :
- Lieutenant Donald Cameron Douglas, responsable de la plongée et du lancement des torpilles. Il établira plus tard un rapport circonstancié de la perte du HMS Stratagem[3].
- Michael Mills (qui rendra plus tard public le rapport du lieutenant Douglas).

5 autres ont été déclarés sortis du service pour décès (DD Discharged Dead) le 31 décembre 1944.
- Reginald Charles Howlett, sergent de première classe, 20 ans.
- Francis John James Philips, matelot, 19 ans.
- Stanley Herbert Ritchens, matelot, 24 ans.
- Peter Jack Webb, matelot, 21 ans.
- Arthur Leonard Westwood, matelot, 24 ans.

Le site internet du musée des sous-marins de Gosport indique 10 personnels capturés, dont 3 ont survécu à la captivité dans les camps de concentration japonais. En fait, 10 des 14 hommes présents dans la partie du sous-marin encore non inondée ont eu la possibilité de sortir, mais seulement 8 l'ont fait avec succès. Le corps du cuisinier du sous-marin a ensuite été vu flottant sur le ventre entre deux eaux par ses camarades. Après un mois d'emprisonnement au camp de prisonniers de Changi à Singapour (famine, interrogatoires poussés), le lieutenant Douglas, accompagné du maître Gibbs et du matelot Robinson furent envoyés par avion à Tokyo, où ils arrivèrent le 23 décembre et furent placés dans le camp de prisonniers de guerre Ofuna, où  malgré les promesses des Japonais, ils ne furent pas considérés comme prisonniers de guerre ni même enregistrés. Le camp était inconnu de la Croix-Rouge. En avril 1945, le matelot Robinson a été envoyé au camp Omori, près de Tokyo. La Croix-Rouge est arrivée au camp Ofuna le 26 août 1945, après avoir appris par hasard son existence par les prisonniers du camp Omori. Gibbs et Douglas ont quitté le camp le 27, séjourné dans un hôpital militaire le 28 et furent « libérés » par les troupes américaines le 29 août 1945.

## Des questions en suspens
Il est admis que ces cinq membres d'équipage furent séparés des autres et exécutés par les Japonais en représailles du torpillage du pétrolier japonais. 
- Où sont les corps ? Beaucoup pensent que leurs corps ont été enterrés sous la piste d'atterrissage alors en construction. L'aéroport international de Singapour se trouve à l'emplacement du camp de prisonniers japonais et porte le même nom : Changi.
- Quand ont-ils été fusillés ? La date de leur mort est incertaine, entre le 23 novembre et le 31 décembre 1944. La date du 31 décembre est une faveur de l'administration de la Royal Navy aux familles afin que celles-ci puissent continuer à toucher la solde des matelots disparus. Il est par contre certain que l'exécution est survenue après le 22 novembre, puisque les 7 hommes étaient vivants, en cellules séparées, yeux bandés et mains liées, à Singapour le 23. Peut-être au moins 28 jours après[3], dans la mesure où Douglas ne parle pas dans son rapport d'exécutions pendant qu'il était avec ses hommes à Singapour, entre le 23 novembre et le 19 décembre 1945.
- Ont-ils été exécutés par vengeance ou parce que devenus inutiles quand leur commandant a été envoyé au Japon ?